# Parlamentswahl in Ungarn 1892

Reichsteile und Kronländer der Österreichisch-Ungarischen Monarchie:
Cisleithanien
Transleithanien
Bosnien und Herzegowina (Seit 1878 verwaltet, 1908 annektiert)

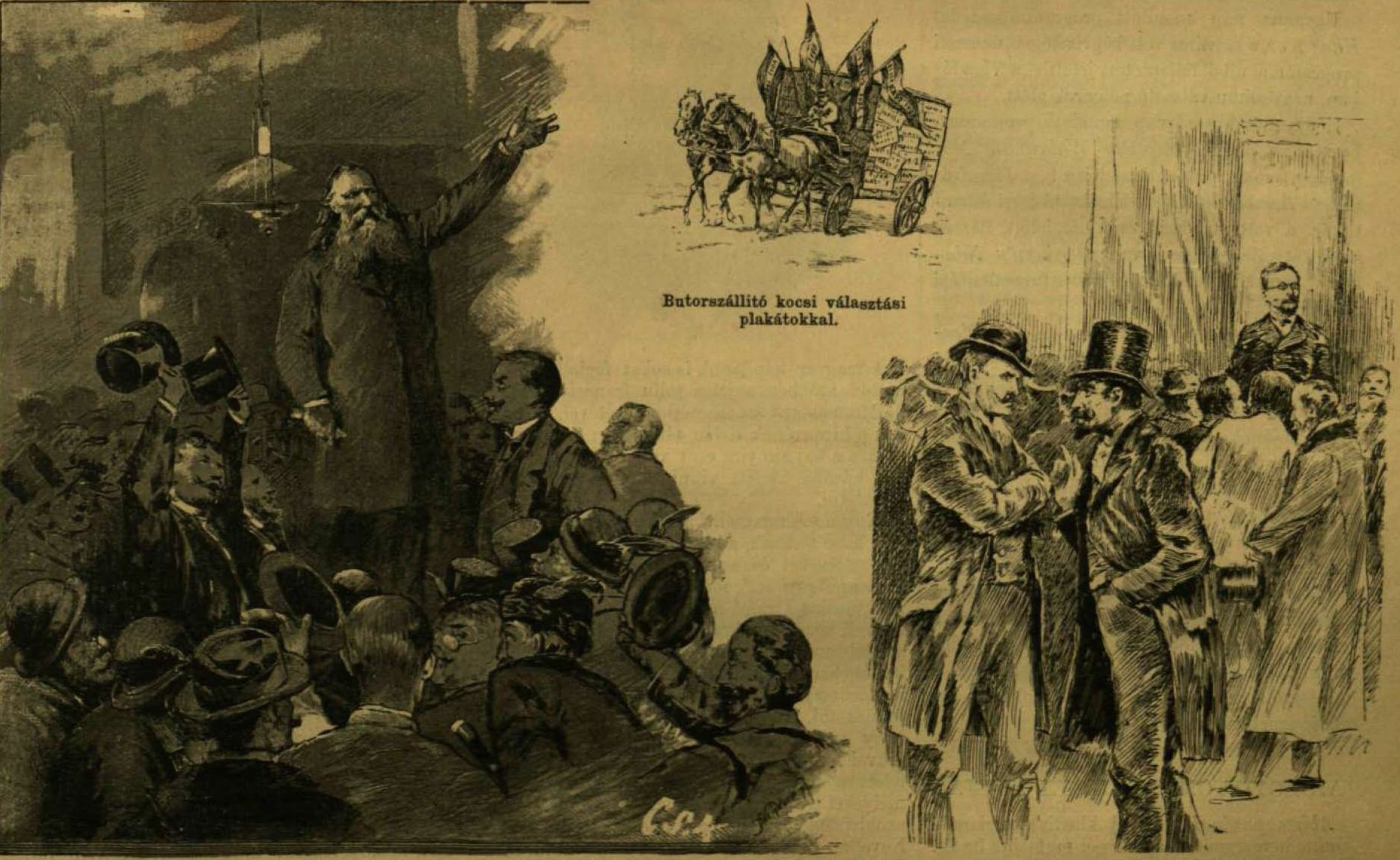
Ungarische Wahlcampagne 1892

Die Parlamentswahl in Ungarn 1892 fand vom 29. Januar bis zum 3. Februar 1892 in Transleithanien statt. Neu besetzt wurde der Ungarische Reichstag (ungarisch Magyar Országgyűlés).

## Wahlsystem
Im Königreich Ungarn und seinen Kronländern galt seit 1867 das Klassenwahlrecht. Vorrechte von Stand und Besitz waren in Ungarn wesentlich stärker maßgebend als in Österreich.

## Wahlergebnis
Das Ergebnis war ein Sieg der Liberalen Partei, die 243 der 413 Sitze gewann.
| Partei                                 | Mandate | %       | Parlamentarische Rolle |
| -------------------------------------- | ------- | ------- | ---------------------- |
| Liberale Partei                        | 243     | 58,84 % | Regierung              |
| Nationalpartei                         | 61      | 14,77 % | Opposition             |
| Unabhängigkeits- und 48er Partei       | 86      | 20,82 % | Opposition             |
| Ugron-unabhängigkeits- und 48er Partei | 15      | 3,63 %  | Opposition             |
| Unabhängige                            | 8       | 1,93 %  | unabhängig             |
| Total                                  | 413     | 100 %   | —                      |